# Карме (митология)
Вижте пояснителната страница за други значения на Карме.
Карме в древногръцката митология е майка от Зевс на Бритомартис – критския еквивалент на девствената ловджийка Артемида. Според Павзаний е дъщеря на Евбул. Антонин Либералис (40) я описва като внучка на Агенор и дъщеря на Феникс.
Бритомартис, нарича още и Диктина, митовете разказват, че е родена в Kaino на Крит от Зевс и Карме, дъщерята на Евбул, който е син на Деметра; тя измислила мрежите (diktya), които използвала в лова.